# Ikarus 435
Ikarus 435 — сочленённый низкопольный городской автобус особо большого класса производства компании IKARUSBUS Kft. Впервые представлен в 1985 году и выпускался с 1987 года по 2002 год. Автобус предназначен для городских перевозок в крупных мегаполисах с интенсивным пассажиропотоком. Использовался в Москве до 25 ноября 2015 года.

## Технические характеристики

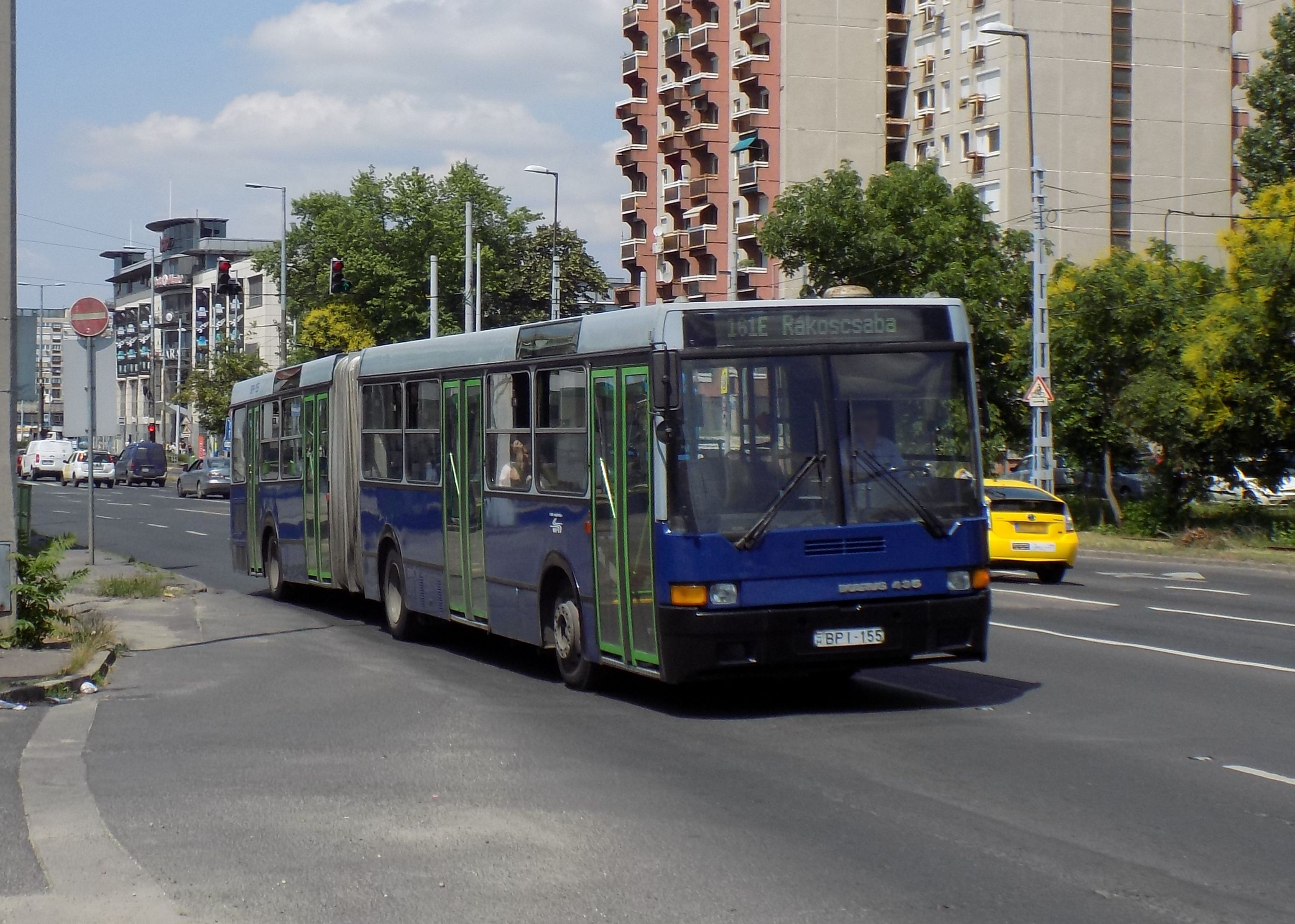
Ikarus 435 в Будапеште, 2019 год

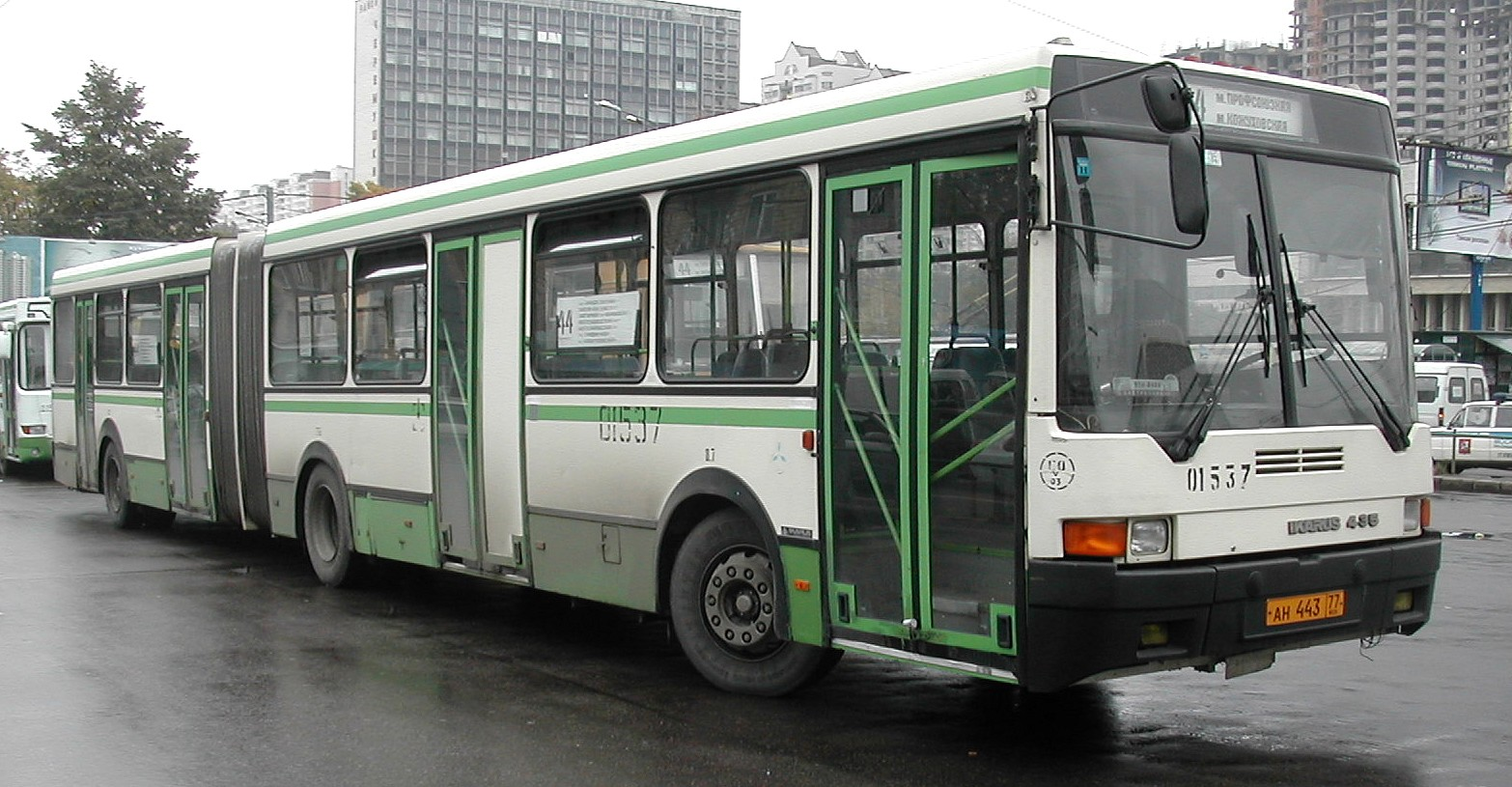
Ikarus 435.17 в Москве, 2004 год

Форточки у автобуса — бывают как маленькие, пластиковые, откидные (как у Ikarus 280.33C), так и сдвижные; двигатель расположен в прицепе.

## Производство
Первый прототип Ikarus 435 был сделан в 1985 году, и впоследствии началось серийное производство, а в 1993 и 1998 годах была проведена глубокая модернизация.

## Московит-6222
В начале 2001 года на Тушинском машиностроительном заводе в Москве был построен первый образец сочлененного автобуса Московит-6222, который являлся копией модели IKARUS-435.17А2 с немного изменённым экстерьером и АКПП Voith.

## В Москве
В 1995—2002 годах было закуплено 368 автобусов Ikarus 435 для замены старых автобусов 200-й серии. 
С декабря 2007 года начались массовые списания автобусов данного типа.
Последний в Москве автобус данной модели (03121) выходил на маршрут (№605) 25 ноября 2015 года, на этом история автобусов марки Ikarus в столице была окончательно завершена. Автобусы с бортовыми номерами 10294 и 07177 переданы в Музей пассажирского транспорта Москвы.